# Игумнова, Евгения Викторовна
Евге́ния Викторовна Игу́мнова (род. 3 февраля 1974 года, Ленинград) — российская актриса театра, кино, телевидения и озвучивания. Заслуженная артистка России (2006). Лауреат премии «Золотой софит» (2018).

## Биография
Родилась 3 февраля 1974 года в Ленинграде. Мать — Ольга Игумнова — актриса и режиссёр кукольного театра. Отец — Цзо Чжень Гуань — композитор. После развода родителей мать (актриса) и отчим (режиссёр) работали в кукольных театрах в Мурманске и Тюмени.
В 1990 году поступила в Ленинградский государственный институт театра, музыки и кинематографии (ЛГИТМиК), который окончила в 1994 году. В 1995 году стала победительницей конкурса молодых исполнителей имени Михаила Чехова и награждена учёбой в Лондоне в Международной мастерской Михаила Чехова.
В 2005—2006 годах была ведущей и журналистом на телеканале «СТО». В 2006 году получила звание заслуженной артистки России.
Живёт в Павловске. Двое детей — Леонид и Елизавета.

## Творчество
В 1994 году, ещё до сдачи выпускных экзаменов и получения диплома, была принята в труппу театра имени В. Ф. Комиссаржевской и, являясь студенткой ЛГИТМиК на курсе профессора Александра Белинского, сыграла главную роль в его спектакле «Недомерок». В 1995 году за эту роль была выдвинута в номинации «Лучший дебют» на премию «Золотой софит».
В 1998 году за роль Миранды в спектакле «Буря» выдвинута в номинацию «Лучшая женская роль» на высшую театральную премию «Золотая маска».
Режиссёр Владислав Пази специально под Евгению Игумнову поставил японскую пьесу-дзерури «Самоубийство влюбленных на острове Небесных сетей». Особенностью пьесы стал сложный способ актёрского существования на сцене сразу в двух ролях.
Болгарский режиссёр Александр Морфов в постановке на сцене театра им. В. Ф. Комиссаржевской шекспировской «Бури» назначил её на главную роль Миранды. Спектакль стал культовым в молодёжной среде Санкт-Петербурга. В 2000 году спектакль получил высшую театральную премию России «Золотая маска», а сама актриса — диплом за лучшую женскую роль в спектакле.
Актриса работала с такими режиссёрами как Валерий Гришко, Вениамин Смехов, Петр Шерешевский, Александр Морфов.
Творческой удачей актрисы стала роль медсестры в спектакле по пьесе Вуди Аллена «Sex comedy в летнюю ночь».
За свою карьеру сыграла более 30 ролей в разных театрах.
Снялась более чем в 40 фильмах и телесериалах.
Озвучивала более 50 кинематографических персонажей, среди которых принцесса Жасмин в мультфильмах об Аладдине (1992—1996), Белоснежка в мультфильме «Белоснежка и семь гномов», Элизабет Суонн (Кира Найтли) в первых трёх частях франшизы «Пираты Карибского моря», принцесса Тамина (Джемма Артертон) в фильме «Принц Персии: Пески времени» и другие.
В 2015 году стала лауреатом премии «Фигаро» в категории «Лучшие из лучших».
В 2015 году снялась в короткометражном фильме «Чемодан», который был показан в основной программе «Бухарестского фестиваля короткометражных фильмов 2016».
В 2018 году за роль Селимены в спектакле «Мизантроп» получила премию «Золотой софит» в категории «Лучшая женская роль в драматическом театре».
В 2018 году снялась в фильме «Опасные танцы», вошедшем в конкурсную программу XXVI Всероссийского кинофестиваля «Виват кино России!». Также сыграла в 2 эпизодах российско-американского сериала «Бессонница».

### Роли в театре

#### Театр им. В. Ф. Комиссаржевской
- 1994 — «Недомерок» — недомерок[26]
- 1994 — «Дама с камелиями» — китаянка[27]
- 1995 — «Самоубийство влюбленных на острове Небесных сетей» — Кохару / О-Сан[28]
- 1995 — «Приглашение в замок» — Резеда
- 1995 — «Фортуна» — Розанетта
- 1995 — «Горячее сердце» — Параша[29]
- 1997 — «Наша дорогая мадам» — Коломба
- 1998 — «Козий остров» — Сильвия
- 1998 — «Буря» — Миранда[30]
- 1999 — «Маленькая принцесса» — Сара Кру
- 2002 — «Sex сomedy в летнюю ночь» — Далси[31]
- 2004 — «Дон Жуан» — Донья Эльвира[32]
- 2004 — «Безымянная звезда» — Мона[33]
- 2005 — «Лето и дым» — Альма[34]
- 2007 — «Двенадцать месяцев» — Королева
- 2007 — «Сон в летнюю ночь» — Елена
- 2008 — «Живой товар» — Лиза
- 2009 — «Мыльные ангелы» — Тереза
- 2012 — «Карусель любви» — актриса[35]
- 2012 — «Один голый, другой во фраке» — девушка / вдова[36]
- 2013 — «Тюркаре» — баронесса / вдова / кокетка[37][38]
- 2014 — «Опасные связи» — Маркиза де Мертей[39][40]
- 2015 — «Дом, который построил Свифт» — Ванесса Ваномри[41]
- 2016 — «В осколках собственного счастья» — актриса[42][43][44][45]
- 2017 — «Мизантроп» — Селимена[46][47][48]
- 2018 — «Гамлет Quest» — Гертруда
- 2019 — «Женщина-змея» — Керестани[49]
- 2022 — «Барон Мюнхгаузен» — Баронесса Якобина

#### АБДТ им. Г. А. Товстоногова
- 1998 — «Ромео и Джульетта» — Джульетта[50]
- 1999 — «Лес» — Аксинья[51]

#### Театр Эстрады им. А. Райкина
- 2012 — «Здрастье, я ваша тетя!» — Донна Люсия д’Альвадорес

#### Танцтеатр «Крепостной Балет»
- 2013 — «Ангара» — Ангара[52]

#### Театр русской антрепризы им. А. Миронова
- 2014 — «Алексей Каренин» — Анна Каренина[53]

#### Дом актёра им. К. С. Станиславского
- 2016 — «Сказка о дожде» — главная роль[54][55]

#### ТКАЧИ
- 2016 — «История пьяной сирени»[56]

### Роли в кино
- 1995 — «Всё будет хорошо» — переводчица с японского
- 1998 — «Тело будет предано земле, а старший мичман будет петь»
- 2000 — «Сиреневые сумерки» — китаянка Анна
- 2004 — «Удалённый доступ» — китаянка
- 2004 — «Своя чужая жизнь» — Таня/ Лариса Рейснер
- 2007 — «Антонина обернулась» — официантка
- 2013 — «Дорогая» — Полина Кожевникова
- 2015 — «Чемодан» (короткометражный) — Лилия
- 2016 — «Когда я брошу пить» — Мария Сидорова, судмедэксперт
- 2017 — «Игра в фантазию» (документальный фильм) — играет саму себя
- 2018 — «Опасные танцы» — Надежда Леевна
- 2019 — «Элефант» — Земфира Георгиевна

### Роли в телесериалах
- 1998 — Улицы разбитых фонарей — Анна Ли, «Гейша» (эпизод «Вторжение в частную жизнь»)
- 2000—2004 — Вовочка — жена второго нового русского / врач
- 2004 — Агент национальной безопасности 5 — Лена, секретарь Заморщикова (11-12 (59-60) серии «Золотая голова»)
- 2004 — Мангуст 2 — Панаева (эпизод «Пропавшая невеста»)
- 2005 — Лабиринты разума — Ольга (эпизод «Стажёр»)
- 2006 — Прииск — Айына
- 2006 — Прииск 2 Золотая лихорадка — Айына
- 2006 — Синдикат — Мила, журналистка
- 2007 — Братья — Катя
- 2007 — Группа ZETA — Яна Максимовна Ткач
- 2008 — А. Д. — Майя
- 2008 — Вызов 3 — Наталья Третьякова (эпизод «Семь сыновей Нга»)
- 2008 — Каменская 5 — Ника (эпизод «Имя потерпевшего — никто»)
- 2008 — Ментовские войны: Эпилог — Ольга Шубина
- 2009 — Версия — Ирина Витер, психолог (эпизод «Марионетки»)
- 2009 — Группа ZETA 2 — Яна Максимовна Ткач
- 2010 — Государственная защита — Ольга Сергеевна Петрова (2 эпизода)
- 2011 — Возмездие — Ю Най, оперная певица
- 2011 — Встречное течение — Алина, жена Вадима (1-я серия)
- 2011 — Странствия Синдбада — Гун Вэй (эпизод «Путь на север»)
- 2012 — Агент особого назначения 3 — Ирина, бывшая жена Игната Барабанова (эпизод «Любовь и барабан»)
- 2012 — Агент особого назначения 4 — Ирина (эпизод «Любовь и каравай»)
- 2012 — Вероника. Потерянное счастье — Туяна
- 2012 — Литейный — Марина (эпизод «Незваный гость»)
- 2012 — Псевдоним «Албанец» 4 — Чёрная вдова
- 2012—2013 — Шеф 2 — Дана Голубева
- 2013 — Вероника. Беглянка — (1 эпизод)
- 2013 — Гюльчатай. Ради любви — Таня (1 эпизод)
- 2013 — Морские дьяволы. Смерч. Судьбы — Инга (эпизод «Барьер (Багира)»)
- 2013 — Тайны следствия — Шустина (эпизод «Секретный объект»)
- 2014 — Вдова — Лёля, жена Стаса
- 2014 — Лучшие враги — Женя
- 2014 — Профессионал — Наталья Морева, адвокат
- 2015 — Своя чужая — Наталья Курчинская (эпизод «Меньшее зло»)
- 2017 — Инспектор Купер: Невидимый враг — Анна Миронова, следователь из области
- 2017 — Шеф. Игра на повышение — Дана (эпизод «Шах»)
- 2018 — Бессонница — доктор Йен (2 эпизода)
- 2018 — Купель дьявола — Жека Соколенко
- 2019 — Шаг к счастью — Галя
- 2020 — Первый отдел — Елена,  бывшая возлюбленная Шибанова
- 2021 — Метод Михайлова — Виктория Голикова, старший анестезиолог-реаниматолог
- 2021 — Вне себя — Ху, китаянка
- 2021 — Любовная магия — Гала
- 2022 — Капельник — мама Алко
- 2022 — Первый отдел-2 — Елена,  бывшая возлюбленная Шибанова

### Дубляж[57]
- 1937 — Белоснежка и семь гномов — Белоснежка (Адриана Казелотти) (дубляж 2001 года)[58]
- 1999 — Власть страха — Амелия (Анджелина Джоли)
- 2000 — Я, снова я и Ирэн — Ирэн (Рене Зеллвегер)[58]
- 2000 — Перо маркиза де Сада — Мадлен Леклер (Кейт Уинслет)[58]
- 2002 — Милашка — Кристина Уолтерс (Кэмерон Диаз)[58]
- 2003 — Пираты Карибского моря: Проклятие Чёрной жемчужины — Элизабет Суонн (Кира Найтли)[58]
- 2004 — Таинственный лес — Иви Уокер (Брайс Даллас Ховард)[58]
- 2004 — Степфордские жёны — Джоанна Эберхарт (Николь Кидман)
- 2006 — Код да Винчи — Софи Невё (Одри Тоту)[58]
- 2006 — Пираты Карибского моря: Сундук мертвеца — Элизабет Суонн (Кира Найтли)[58]
- 2007 — Пираты Карибского моря: На краю света — Элизабет Суонн (Кира Найтли)[58]

### Озвучивание мультфильмов
- 2003 — Карлик Нос — принцесса Грета

### Озвучивание российских фильмов
- 1997 — Про уродов и людей — Лиза Радлова (роль Динары Друкаровой)[57]
- 2000 — Брат 2[57] — диктор
- 2002 — Война — [57] — диктор
- 2002 — Кукушка[57] — диктор
- 2004 — Шиzа — Зинка (роль Ольги Ландиной)

## Награды и номинации
| Год  | Награда       | Категория                                  | Работа                           | Результат |
| ---- | ------------- | ------------------------------------------ | -------------------------------- | --------- |
| 2015 | Фигаро        | Лучшие из лучших                           |                                  | Победа    |
| 2018 | Золотой софит | Лучшая женская роль в драматическом театре | Селимена в спектакле «Мизантроп» | Победа    |